# 仁城君
仁城君李珙（인성군；1588年12月17日—1628年6月21日），朝鮮皇室成員，朝鲜宣祖庶七子，生母静嫔闵氏。1628年，仁城君被彈劾，後於農曆五月二十逝世，終年39歲。
仁城君墓位於京畿道議政府市自金洞。